# Радіо… з Криївки
Радіо з Криївки (скорочено РзК) — провокативне онлайн-радіо, натхненне прикладом українських партизанів.
Входить до медіа-групи MJoy Radio.
Перший ефір — 22 червня 2009 року.
Формат: рок, поп-рок, панк, інді тощо. В ефірі допускається використання нецензурної лексики.
Цільова аудиторія: чоловіки та жінки віком від 18 до 33 років.

## Основні радіопрограми
- «Аеростат» (оригінальна назва «Аэростат») — авторська програма лідера гурту «Акваріум» Бориса Гребенщикова, яка виходить в ефір «Радіо з Криївки» щопонеділка о 16:00 та щочетверга об 11:00 (повтор). Програма стартувала в ефірі РзК у вересні 2011 року.
- «Без Цензури» — програма відвертих розмов із зірками. Звучить в ефірі «Радіо з Криївки» щосереди о 16:00, починаючи з лютого 2012 року.